# 香港電影金像獎最佳服裝造型設計
香港電影金像獎最佳服裝造型設計是現行頒發的獎項，於1993年創立，该奖项表彰當年香港電影中最出色的服裝造型設計。

## 得獎和提名名單
|  | 獲獎者 |

### 1990年代（1993 — 1999 年）
| 年份 （屆次）     | 姓名             | 片名                   | 來源  |
| ----------------- | ---------------- | ---------------------- | ----- |
| 1993年 （第12屆） | 張叔平、余家安   | 《笑傲江湖II東方不敗》 | [ 1 ] |
| 1993年 （第12屆） | 朴若木           | 《阮玲玉》             | [ 1 ] |
| 1993年 （第12屆） | 余家安           | 《審死官》             | [ 1 ] |
| 1993年 （第12屆） | 奚仲文、陳顧方   | 《鹿鼎記II神龍教》     | [ 1 ] |
| 1993年 （第12屆） | 陳亞祖           | 《92黑玫瑰對黑玫瑰》   | [ 1 ] |
| 1994年 （第13屆） | 和田惠美、張新耀 | 《白髮魔女傳》         | [ 2 ] |
| 1994年 （第13屆） | 張叔平、趙國信   | 《東方不敗之風雲再起》 | [ 2 ] |
| 1994年 （第13屆） | 吳里璐           | 《新不了情》           | [ 2 ] |
| 1994年 （第13屆） | 張叔平、吳寶玲   | 《青蛇》               | [ 2 ] |
| 1994年 （第13屆） | 葉錦添、李偉明   | 《誘僧》               | [ 2 ] |
| 1994年 （第13屆） | 余家安           | 《東方三俠》           | [ 2 ] |
| 1995年 （第14屆） | 張叔平           | 《東邪西毒》           | [ 3 ] |
| 1995年 （第14屆） | 吳里璐           | 《金枝玉葉》           | [ 3 ] |
| 1995年 （第14屆） | 莫均傑           | 《西楚霸王》           | [ 3 ] |
| 1995年 （第14屆） | 朴若木           | 《紅玫瑰白玫瑰》       | [ 3 ] |
| 1995年 （第14屆） | 張叔平           | 《梁祝》               | [ 3 ] |
| 1996年 （第15屆） | 張叔平、楊倩玲   | 《夜半歌聲》           | [ 4 ] |
| 1996年 （第15屆） | 吳里璐           | 《和平飯店》           | [ 4 ] |
| 1996年 （第15屆） | 張叔平           | 《墮落天使》           | [ 4 ] |
| 1996年 （第15屆） | 張叔平           | 《刀》                 | [ 4 ] |
| 1996年 （第15屆） | 莫均傑           | 《南京的基督》         | [ 4 ] |
| 1997年 （第16屆） | 吳里璐           | 《甜蜜蜜》             | [ 5 ] |
| 1997年 （第16屆） | 吳里璐           | 《金枝玉葉2》          | [ 5 ] |
| 1997年 （第16屆） | 陳裕光           | 《四面夏娃》           | [ 5 ] |
| 1997年 （第16屆） | 余家安           | 《新上海灘》           | [ 5 ] |
| 1997年 （第16屆） | 馮君孟、關美寶   | 《黑俠》               | [ 5 ] |
| 1998年 （第17屆） | 和田惠美         | 《宋家皇朝》           | [ 6 ] |
| 1998年 （第17屆） | 張世宏           | 《兩個只能活一個》     | [ 6 ] |
| 1998年 （第17屆） | 吳里璐           | 《神偷諜影》           | [ 6 ] |
| 1998年 （第17屆） | 張叔平           | 《春光乍洩》           | [ 6 ] |
| 1998年 （第17屆） | 莫均傑           | 《半生緣》             | [ 6 ] |
| 1999年 （第18屆） | 利碧君           | 《風雲雄霸天下》       | [ 7 ] |
| 1999年 （第18屆） | 吳里璐           | 《安娜瑪德蓮娜》       | [ 7 ] |
| 1999年 （第18屆） | 種田陽平         | 《不夜城》             | [ 7 ] |
| 1999年 （第18屆） | 余家安           | 《玻璃之城》           | [ 7 ] |
| 1999年 （第18屆） | 余家安、曾伯銓   | 《真心英雄》           | [ 7 ] |

### 2000年代（2000 — 2009 年）
| 年份 （屆次）     | 姓名                   | 片名                   | 來源   |
| ----------------- | ---------------------- | ---------------------- | ------ |
| 2000年 （第19屆） | 吳里璐                 | 《紫雨風暴》           | [ 8 ]  |
| 2000年 （第19屆） | 奚仲文                 | 《心動》               | [ 8 ]  |
| 2000年 （第19屆） | 吳里璐                 | 《半支煙》             | [ 8 ]  |
| 2000年 （第19屆） | 余家安                 | 《特警新人類》         | [ 8 ]  |
| 2000年 （第19屆） | 利碧君                 | 《中華英雄》           | [ 8 ]  |
| 2001年 （第20屆） | 張叔平                 | 《花樣年華》           | [ 9 ]  |
| 2001年 （第20屆） | 余家安                 | 《特警新人類2》        | [ 9 ]  |
| 2001年 （第20屆） | 吳里璐                 | 《薰衣草》             | [ 9 ]  |
| 2001年 （第20屆） | 吳里璐                 | 《東京攻略》           | [ 9 ]  |
| 2001年 （第20屆） | 葉錦添                 | 《臥虎藏龍》           | [ 9 ]  |
| 2002年 （第21屆） | 楊凡                   | 《遊園驚夢》           | [ 10 ] |
| 2002年 （第21屆） | 蔡彥雯                 | 《少林足球》           | [ 10 ] |
| 2002年 （第21屆） | 馮君孟、關美寶、利碧君 | 《蜀山傳》             | [ 10 ] |
| 2002年 （第21屆） | 余家安                 | 《鐘無艷》             | [ 10 ] |
| 2002年 （第21屆） | 張叔平                 | 《藍宇》               | [ 10 ] |
| 2003年 （第22屆） | 和田惠美               | 《英雄》               | [ 11 ] |
| 2003年 （第22屆） | 利碧君                 | 《無間道》             | [ 11 ] |
| 2003年 （第22屆） | 奚仲文、吳里璐         | 《金雞》               | [ 11 ] |
| 2003年 （第22屆） | 戴美玲                 | 《香港有個荷里活》     | [ 11 ] |
| 2003年 （第22屆） | 張叔平                 | 《天下無雙》           | [ 11 ] |
| 2004年 （第23屆） | 奚仲文                 | 《千機變》             | [ 12 ] |
| 2004年 （第23屆） | 余家安、黃家寶         | 《大隻佬》             | [ 12 ] |
| 2004年 （第23屆） | 曾伯銓、黃家寶         | 《向左走·向右走》      | [ 12 ] |
| 2004年 （第23屆） | 張叔平                 | 《戀之風景》           | [ 12 ] |
| 2004年 （第23屆） | 奚仲文、張世傑         | 《金雞2》              | [ 12 ] |
| 2005年 （第24屆） | 張叔平                 | 《2046》               | [ 13 ] |
| 2005年 （第24屆） | 利碧君                 | 《千機變II之花都大戰》 | [ 13 ] |
| 2005年 （第24屆） | 陳顧方                 | 《功夫》               | [ 13 ] |
| 2005年 （第24屆） | 黃仁逵、郭淑敏         | 《江湖》               | [ 13 ] |
| 2005年 （第24屆） | 楊凡、何子亮           | 《桃色》               | [ 13 ] |
| 2006年 （第25屆） | 奚仲文、吳里璐         | 《如果·愛》            | [ 14 ] |
| 2006年 （第25屆） | 潘穎茵、陳顧方         | 《七劍》               | [ 14 ] |
| 2006年 （第25屆） | 張叔平                 | 《長恨歌》             | [ 14 ] |
| 2006年 （第25屆） | 張叔平、余家安、利碧君 | 《情癲大聖》           | [ 14 ] |
| 2006年 （第25屆） | 葉錦添、正子公也       | 《無極》               | [ 14 ] |
| 2007年 （第26屆） | 奚仲文                 | 《滿城盡帶黃金甲》     | [ 15 ] |
| 2007年 （第26屆） | 黃家寶                 | 《伊莎貝拉》           | [ 15 ] |
| 2007年 （第26屆） | 葉錦添                 | 《夜宴》               | [ 15 ] |
| 2007年 （第26屆） | 文念中                 | 《傷城》               | [ 15 ] |
| 2007年 （第26屆） | 佟華苗                 | 《墨攻》               | [ 15 ] |
| 2008年 （第27屆） | 奚仲文、戴美玲、利碧君 | 《投名狀》             | [ 16 ] |
| 2008年 （第27屆） | Surasak Warakitcharoen | 《C+偵探》             | [ 16 ] |
| 2008年 （第27屆） | 葉錦添                 | 《天堂口》             | [ 16 ] |
| 2008年 （第27屆） | 馬煜韜                 | 《姨媽的后現代生活》   | [ 16 ] |
| 2008年 （第27屆） | 張世傑                 | 《神探》               | [ 16 ] |
| 2009年 （第28屆） | 葉錦添                 | 《赤壁》               | [ 17 ] |
| 2009年 （第28屆） | 莊志良、黃明霞         | 《三國之見龍卸甲》     | [ 17 ] |
| 2009年 （第28屆） | 張叔平                 | 《女人不壞》           | [ 17 ] |
| 2009年 （第28屆） | 奚仲文、吳里璐         | 《江山美人》           | [ 17 ] |
| 2009年 （第28屆） | 吳寶玲                 | 《畫皮》               | [ 17 ] |

### 2010年代（2010 — 2019 年）
| 年份 （屆次）     | 姓名                                 | 片名                         | 來源   |
| ----------------- | ------------------------------------ | ---------------------------- | ------ |
| 2010年 （第29屆） | 吳里璐                               | 《十月圍城》                 | [ 18 ] |
| 2010年 （第29屆） | 奚仲文、戴美玲、譚英群、文潤玲       | 《白銀帝國》                 | [ 18 ] |
| 2010年 （第29屆） | 葉錦添                               | 《赤壁：決戰天下》           | [ 18 ] |
| 2010年 （第29屆） | 奚仲文、吳里璐                       | 《風雲II》                   | [ 18 ] |
| 2010年 （第29屆） | 楊凡、馮文俊                         | 《淚王子》                   | [ 18 ] |
| 2011年 （第30屆） | 余家安                               | 《狄仁傑之通天帝國》         | [ 19 ] |
| 2011年 （第30屆） | 奚仲文                               | 《孔子：決戰春秋》           | [ 19 ] |
| 2011年 （第30屆） | 張世傑                               | 《李小龍》                   | [ 19 ] |
| 2011年 （第30屆） | 吳里璐                               | 《精武風雲·陳真》            | [ 19 ] |
| 2011年 （第30屆） | 和田惠美                             | 《劍雨》                     | [ 19 ] |
| 2012年 （第31屆） | 張叔平                               | 《讓子彈飛》                 | [ 20 ] |
| 2012年 （第31屆） | 吳里璐                               | 《武俠》                     | [ 20 ] |
| 2012年 （第31屆） | 吳寶玲                               | 《畫壁》                     | [ 20 ] |
| 2012年 （第31屆） | 賴宣吾                               | 《龍門飛甲》                 | [ 20 ] |
| 2012年 （第31屆） | 莫均傑、黃明霞                       | 《鴻門宴傳奇》               | [ 20 ] |
| 2013年 （第32屆） | 奚仲文、戴美玲                       | 《大魔術師》                 | [ 21 ] |
| 2013年 （第32屆） | 葉錦添                               | 《太極》                     | [ 21 ] |
| 2013年 （第32屆） | 吳里璐                               | 《血滴子》                   | [ 21 ] |
| 2013年 （第32屆） | 張世傑                               | 《消失的子彈》               | [ 21 ] |
| 2013年 （第32屆） | 文念中                               | 《聽風者》                   | [ 21 ] |
| 2014年 （第33屆） | 張叔平                               | 《一代宗師》                 | [ 22 ] |
| 2014年 （第33屆） | 吳里璐                               | 《中國合伙人》               | [ 22 ] |
| 2014年 （第33屆） | 利碧君、余家安                       | 《西遊‧降魔篇》              | [ 22 ] |
| 2014年 （第33屆） | 利碧君、余家安                       | 《狄仁傑之神都龍王》         | [ 22 ] |
| 2014年 （第33屆） | 鄭秀嫺、黃家儀、Kittichon Kunratchol | 《殭屍》                     | [ 22 ] |
| 2015年 （第34屆） | 文念中                               | 《黃金時代》                 | [ 23 ] |
| 2015年 （第34屆） | 陳同勳                               | 《太平輪：亂世浮生》         | [ 23 ] |
| 2015年 （第34屆） | 張叔平、奚仲文、郭培、利碧君         | 《西遊記之大鬧天宮》         | [ 23 ] |
| 2015年 （第34屆） | 王寶儀                               | 《黃飛鴻之英雄有夢》         | [ 23 ] |
| 2015年 （第34屆） | 文念中                               | 《竊聽風雲3》                | [ 23 ] |
| 2016年 （第35屆） | 奚仲文                               | 《捉妖記》                   | [ 24 ] |
| 2016年 （第35屆） | 葉錦添、馮君孟                       | 《三城記》                   | [ 24 ] |
| 2016年 （第35屆） | 陳同勳                               | 《太平輪：驚濤摯愛》         | [ 24 ] |
| 2016年 （第35屆） | 權裕辰                               | 《智取威虎山》               | [ 24 ] |
| 2016年 （第35屆） | 張叔平、呂鳳珊                       | 《華麗上班族》               | [ 24 ] |
| 2017年 （第36屆） | 奚仲文、吳里璐                       | 《西遊記之孫悟空三打白骨精》 | [ 25 ] |
| 2017年 （第36屆） | 吳里璐                               | 《七月與安生》               | [ 25 ] |
| 2017年 （第36屆） | 張世傑                               | 《三少爺的劍》               | [ 25 ] |
| 2017年 （第36屆） | 張叔平、呂鳳珊                       | 《封神傳奇》                 | [ 25 ] |
| 2017年 （第36屆） | 張叔平、張兆康                       | 《擺渡人》                   | [ 25 ] |
| 2018年 （第37屆） | 余家安、利碧君                       | 《西遊伏妖篇》               | [ 26 ] |
| 2018年 （第37屆） | 文念中、陳寶欣                       | 《明月幾時有》               | [ 26 ] |
| 2018年 （第37屆） | 余家安、利碧君                       | 《悟空傳》                   | [ 26 ] |
| 2018年 （第37屆） | 奚仲文、余家安、郭淑敏               | 《追龍》                     | [ 26 ] |
| 2018年 （第37屆） | 吳里璐                               | 《喜歡·你》                  | [ 26 ] |
| 2019年 （第38屆） | 文念中                               | 《無雙》                     | [ 27 ] |
| 2019年 （第38屆） | 余家安、利碧君                       | 《西游记·女儿国》            | [ 27 ] |
| 2019年 （第38屆） | 余家安、利碧君                       | 《狄仁傑之四大天王》         | [ 27 ] |
| 2019年 （第38屆） | 奚仲文                               | 《捉妖記2》                  | [ 27 ] |
| 2019年 （第38屆） | 張蚊                                 | 《翠絲》                     | [ 27 ] |

### 2020年代（2020 — 至今）
| 年份 （屆次）     | 姓名           | 片名               | 來源   |
| ----------------- | -------------- | ------------------ | ------ |
| 2020年 （第39屆） | 吳里璐         | 《少年的你》       | [ 28 ] |
| 2020年 （第39屆） | 潘燚森         | 《叔·叔》          | [ 28 ] |
| 2020年 （第39屆） | 張兆康         | 《花椒之味》       | [ 28 ] |
| 2020年 （第39屆） | 文念中、陳寶欣 | 《麥路人》         | [ 28 ] |
| 2020年 （第39屆） | 利碧君         | 《葉問4》          | [ 28 ] |
| 2022年 （第40屆） | 吳里璐、葉嘉茵 | 《梅艷芳》         | [ 29 ] |
| 2022年 （第40屆） | 張兆康、陳子晴 | 《手捲煙》         | [ 29 ] |
| 2022年 （第40屆） | 吳寶玲         | 《真‧三國無雙》    | [ 29 ] |
| 2022年 （第40屆） | 和田惠美       | 《第一爐香》       | [ 29 ] |
| 2022年 （第40屆） | 余家安、葉嘉茵 | 《智齒》           | [ 29 ] |
| 2023年 （第41屆） | 吳里璐、郭淑敏 | 《風再起時》       | [ 30 ] |
| 2023年 （第41屆） | 張兆康         | 《明日戰記》       | [ 30 ] |
| 2023年 （第41屆） | 文念中、郭妍慧 | 《流水落花》       | [ 30 ] |
| 2023年 （第41屆） | 張世傑、鄧汝好 | 《神探大戰》       | [ 30 ] |
| 2023年 （第41屆） | 何沛芝         | 《窄路微塵》       | [ 30 ] |
| 2024年 （第42屆） | 文念中         | 《金手指》         | [ 31 ] |
| 2024年 （第42屆） | 潘燚森、陳巧倩 | 《白日之下》       | [ 31 ] |
| 2024年 （第42屆） | 黃家寶         | 《死屍死時四十四》 | [ 31 ] |
| 2024年 （第42屆） | 張叔平、陳子晴 | 《但願人長久》     | [ 31 ] |
| 2024年 （第42屆） | 余家安、葉嘉茵 | 《命案》           | [ 31 ] |
| 2025年 （第43屆） | 余家安、葉嘉茵 | 《九龍城寨之圍城》 | [ 32 ] |
| 2025年 （第43屆） | 吳里璐、羅佩莎 | 《我談的那場戀愛》 | [ 32 ] |
| 2025年 （第43屆） | 吳里璐、陳家琪 | 《爸爸》           | [ 32 ] |
| 2025年 （第43屆） | 利碧君         | 《破·地獄》        | [ 32 ] |
| 2025年 （第43屆） | 文念中、郭妍慧 | 《臨時劫案》       | [ 32 ] |

## 外部連結
- 香港電影金像獎官方網站 （页面存档备份，存于）